# Новоселье (Казанковский район)
Новоселье (укр. Новосілля) — село в Казанковском районе Николаевской области Украины.
Основано в 1924 году. Население по переписи 2001 года составляло 110 человек. Почтовый индекс — 56065. Телефонный код — 5164. Занимает площадь 0,794 км².

## Местный совет
56065, Николаевская обл., Казанковский р-н, с. Владимировка, ул. Советская, 91